# いぬたま・ねこたま
いぬたま・ねこたまは、かつて東京・二子玉川（東京都世田谷区玉川）にあった、動物とのふれあいをテーマにしたテーマパークである。
「いぬたま」や「ねこたま」は入園料を別々に支払わなければならない別々の施設として扱われていたが、同じ会社が同じ場所で事実上一体として運営していたため、便宜上この項目でともに記載する。また、付帯施設についても記載する。

## 概要
動物ふれあい型テーマパークのはしりで、犬もしくは猫とのふれあいという目的に特化して1995年に建設された。建設地は二子玉川の再開発用地である二子玉川タイムスパーク（二子玉川園跡地）内で、隣にはナムコワンダーエッグがあった。
「いぬたま」は世界中の犬と触れ合える施設の他、トレーニングされた犬によるドッグショーやドッグランを備え、「ねこたま」は世界中の数十種の猫と触れ合うことが出来た。また、両施設ともにペット用品の専門店を併設していた。その後、フェレットを販売する専門店の「たまいたち」も隣接して建設されている。
赤字ではなかったが、もともと運営されていた場所は二子玉川駅東口再開発事業の用地上であり、再開発計画の進捗に伴い、2006年に閉園した。
- 建設・運営は川崎市にあった株式会社MKスエマツが行った。この会社は、「ねこぶくろ」などの他施設も運営していたが、いぬたま・ねこたまの閉園によって収入が大きく減少して赤字に転落、翌年には破産するに至った（現在は支援企業の支援を受けた新会社が他の施設を引き継いで運営している）。

園内の犬や猫は一部が里親に引き取られたほか、「伊豆高原ドッグフォレスト」や「ねこぶくろ」などの運営会社の姉妹施設へと移動した。また、「いぬたま」「ねこたま」の名は、現在は姉妹施設のいぬたまドッグスタウン、ねこたまキャッツリビン、オンラインショップにその名をとどめている。

### 施設概要
- いぬたま - 犬の施設。入園料1000円。ねこたまにも入れる共通券は1300円。
- ねこたま - 猫の施設。入園料700円。
- ドッグパーク - ドッグラン。1回券の他に定期券が用意されていた。
- たまいたち - フェレット専門店。店なので入場無料。
- 釣り堀
- インテリア館

## 歴史
- 1995年（平成7年） - いぬたま・ねこたま開園。
- 2006年（平成18年）1月8日17時 - いぬたま・ねこたま他施設閉園。
- 2006年（平成18年）12月19日 - 株式会社MKスエマツが東京地裁に破産手続開始の申し立てを行う。